# Kakariki tahitský
Kakariki tahitský (Cyanoramphus zealandicus) je vyhynulý druh papouška z čeledi alexandrovití (Psittaculidae), jenž se vyskytoval pouze na Společenských ostrovech ve Francouzské Polynésii. Poslední známé jedince zastřelil na Tahiti poručík de Marolles roku 1844, od té doby nebyl pták pozorován a nepřetrvává ani v tradicích místních obyvatel. Chování tohoto druhu zůstalo obestřeno tajemstvím a světová muzea uchovávají pouhých několik vzorků.

## Vzhled
Kakariki tahitský měřil asi 25 cm. Australský odborník na papoušky Joseph Forshaw uvádí ve své knize některé přesné rozměry získané měřením dvou jedinců neznámého pohlaví. Křídlo měřilo u jednoho ptáka 136 mm a u druhého ptáka 145 mm, ocas měřil 135 mm a 144 mm, zobák 15 mm a 19 mm a běhák 25 mm (shodně u obou ptáků).
Zbarvení bylo na krku, hřbetě a křídelních krovkách tmavě zelené, s hnědavými odstíny uprostřed hřbetu. Kostřec měl karmínové zbarvení, s odstíny kaštanové. Spodek těla byl potom černozelený. Letky na křídlech oscilovaly převážně v tmavších odstínech. Hlava byla nazelenale kaštanová na temeni, na bocích hlavy zbarvení přecházelo do světle zelené, na čele do fialova. Přes hlavu se směrem od zobáku dozadu přes oko táhnul červený pásek. Zobák měl tmavě modré zbarvení, s černou špičkou.

## Muzejní exponáty

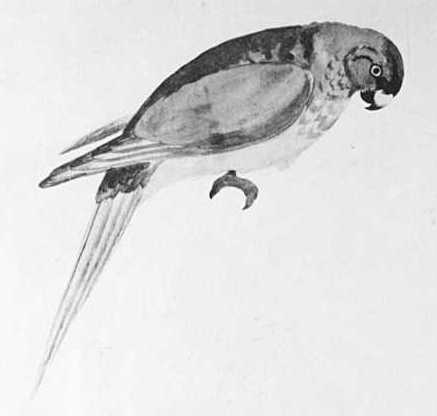
Na kresbě Josepha Bankse

Druh popsal anglický přírodovědec John Latham roku 1790 na základě vzorků, které byly do Evropy přivezeny z Tahiti, pravděpodobně ze strany přírodovědců, kteří cestovali po Tichomoří s Jamesem Cookem. Latham pro papouška původně určil jméno Psittacus zealandicus, které dnes představuje vědecké synonymum.
První vzorky kakarikiho tahitského byly pravděpodobně získány již během první plavby Jamese Cooka (1768–1771), neboť jedna z kreseb skotského kreslíře Sydneyho Parkinsona, který patřil mezi členy Cookovy posádky během první objevné plavby, tohoto ptáka zřejmě znázorňuje. Tento jinak nepublikovaný obraz je uložen v muzeu v Londýně, přičemž pták zde vyobrazený má být „Green Peroquit Otahite, Aá“ (tj. „zelený tahitský papoušek“). Nejméně dva vzorky možná získali Georg Forster a William Wade Ellis během druhé plavby Jamese Cooka.
Ve světových muzeích je dochováno pouze několik vzorků, přičemž je nepravděpodobné, že se jich tehdejším objevitelům podařilo získat více. Dva vzorky schraňuje muzeum v anglickém Liverpoolu, přičemž jeden z nich pochází ze sbírek hraběte z Derby a původně byl zřejmě v držení Josepha Bankse. Ten se též účastnil první Cookovy plavby, získaný vzorek tedy může představovat typového jedince, podle kterého druh popsal Latham. Ve Velké Británii je kakariki tahitský ještě součástí sbírek muzea v Tringu. Roku 1842 získal na Tahiti vzorek ptáka G. Amadis, člen posádky fregaty Vénus pod velením francouzského admirála Dupetita-Thouarse. Tento pták je součástí sbírek Muséum national d'histoire naturelle v Paříži. V roce 1844 tři ptáky zastřelil poručík de Marolles, přičemž jeden z nich je uložen rovněž v pařížském muzeu a osud zbývajících kožek je neznámý. Jednu kostru, pocházející nejspíš z jedné z Cookových expedic, vlastní Přírodovědné muzeum v Ženevě ve Švýcarsku.

## Biologie
Papoušci rodu kakariki se původně vyskytovali od Nového Zélandu přes mnohé ostrovy jižního Pacifiku, od Společenských ostrovů jižně až k ostrovu Macquarie a od ostrova Lorda Howa východně až k Chathamským ostrovům. Nicméně většina těchto ostrovních populací je v současnosti hodnocena jako vyhubená.
Kakariki tahitský představoval endemitní druh Společenských ostrovů ve Francouzské Polynésii, možná žil výhradně na ostrově Tahiti. Informací je o něm známá pouze hrstka. Místní obyvatelé tyto ptáky nazývali a'a, nicméně papoušci již nepřetrvávají ani v místních tradicích. Poslední známé jedince zastřelil de Marolles roku 1844 v úžině Taravao, přičemž zde nalezl jen asi čtyři až pět jednotlivců. Podle informací, jež získal od místních obyvatel, papoušci žili na velkých stromech v nepřístupných příkopech a hlubokých údolích. Kakariki tahitský vyhynul možná kolem této doby. Přesné důvody vyhynutí nejsou známy. Místní obyvatelé si cenili okrasného peří, takže jedním z ohrožujících faktorů mohl být nadměrný lov. Výrazný vliv mohla mít introdukce nepůvodních savčích druhů.